# Edmund al Scoției
Edmund (n. secolul al XI-lea – d. 1100, Montacute⁠(d), South Somerset, Anglia, Regatul Unit) a fost fiul regelui Malcolm al III-lea al Scoției (1058-1093) și al celei de-a doua soții a sa, Margareta de Wessex. 